# Fédération du Cambodge de football
La Fédération du Cambodge de football (Cambodian Football Federation (en) CFF) est une association regroupant les clubs de football du Cambodge et organisant les compétitions nationales et les matchs internationaux de la sélection du Cambodge.
La fédération nationale du Cambodge est fondée en 1933. Elle est affiliée à la FIFA depuis 1953 et est membre de l'AFC depuis 1957.